# 長谷川菜穂子
長谷川 菜穂子（はせがわ なほこ、1959年 - ）は小説家、アニメ脚本家。国立音楽大学卒。東京都出身。

## 人物
ファンタジー、ラブコメディーを多く手がける。女性の立場ならではの「女性の心理描写」特に恋愛に初心な少女の心理描写と（男性キャラクターによる妄想的な）官能美が巧みとされる。また活劇、戦闘シーンも多く書くが獰猛さ果敢さによるバイタリティは余り見せず、刹那的な感情や不条理を用いながらロマンティックかつドラマティックに書くことが多い。コメディーにしてもブラックジョークは好まず下品なものも真にいやらしくは書かず、あくまで「お調子者」「不器用」「ギャップ」「ドジ」「恥ずかしさ」といった瑞々しいファクターを用いたギャグが多く見られ、全体として「優しい世界観」によるノベライズでドラマをなすことが多い。
1992年にはアニメ『天地無用!魎皇鬼』OVA第一期シリーズの脚本を手がけた。そして富士見ファンタジア文庫より、同作のノベライズ作品とそれに続く続編シリーズ（全12巻+『天地無用! 真夏のイヴ』）を執筆。これが小説家としてのデビュー作となる。

## 脚本作品リスト（TV作品またはOVA作品・映画作品）
- 機甲創世記モスピーダ（1983年、文芸担当。名義は庄司菜穂子）
- 超時空騎団サザンクロス（1984年、文芸担当。名義は庄司菜穂子）
- 炎のアルペンローゼ（1985年、文芸担当。名義は庄司菜穂子）
- 天地無用! 魎皇鬼 第一期OVAシリーズ（1992〜1993年、第5話まで）
  - 劇場版 天地無用! 真夏のイヴ（1997年）
- ああっ女神さまっOVAシリーズ（1993〜1994年）
- ARMITAGE DUAL-MATRIX（2002年）
- PEACE MAKER 鐵（2003年、シリーズ構成）
- 銀河鉄道物語（2003年）
  - 銀河鉄道物語 〜永遠への分岐点〜（2006年）
- IZUMO -猛き剣の閃記-（2005年）
- 魔豆奇伝パンダリアン（2005年）
- 吉宗（2006年）
- ひだまりスケッチ（2007年、シリーズ構成）
  - ひだまりスケッチ×365（2008年、シリーズ構成）
  - ひだまりスケッチ×☆☆☆（2010年、シリーズ構成）
  - ひだまりスケッチ×ハニカム（2012年、シリーズ構成）
- ゼロの使い魔 〜三美姫の輪舞〜（2008年、シリーズ構成）
- ももへの手紙（2012年、脚本協力）

## 小説作品リスト
天地無用! 魎皇鬼シリーズ
富士見ファンタジア文庫より刊行。イラストは第一巻と、真夏のイヴの表紙、口絵を除き大和田直之。
- 天地無用! 魎皇鬼 千客万来編・愛のヘキサグラム
- 天地無用! 魎皇鬼 諸行無常編（上、下）
- 天地無用! 魎皇鬼 天地様、ご乱心!?（上、下）
- 天地無用! 魎皇鬼 混沌の覇者
- 天地無用! 魎皇鬼 サルでもできる世界征服
- 天地無用! 魎皇鬼 よいこのせいかつ編（短編集）
- 天地無用! 魎皇鬼 ハワイの休日
- 天地無用! 魎皇鬼 家内安全編（短編集）
- 天地無用! 魎皇鬼 無病息災編（短編集）
- 天地無用! 魎皇鬼 夢のかたち
- 天地無用! 真夏のイヴ（映画のノベライズ版。発刊はハワイの休日と家内安全編の間。作中の時系列的には本作のエンディングが最後になる）

その他
- ステラ・レジーナ☆ 女の子、拾いますか? 〈YES/NO〉
- 銀河鉄道物語